# 새희망노동연대
새희망노동연대는 2010년 3월 4일 한국노총, 민주노총과는 다른 제3의 노동운동을 모색하고 '국민에게 신뢰받는 노동운동'을 내세우며 출범한 노동조합 단체이다. 출범 당시 현대중공업· KT·서울지하철노조, 전국지방공기업노조연맹, 서울시공무원노조, 행정부공무원노조연맹, 전국교육청공무원노조연맹 등 40여 개 노조가 참여했고 조직 대상 규모는 23만 명이다. 출범식에서는 “노동운동의 청렴성을 확보하고 노동자를 섬기면서 국민에게 봉사하는 노동운동을 지향한다”는 취지문을 채택하고 ‘국민으로부터 신뢰받는 노동운동’, ‘투쟁보다 정책·공익노조 지향’ 등을 내세웠다.